# Xenòcrates d'Efes
Xenòcrates d'Efes (en llatí Xenocrates, en grec antic Ξενοκρὰτης) era un historiador i geògraf grec, que Plini el Vell menciona sovint a la seva obra Naturalis Historia, com a referència o autoritat. Les seves obres no s'han conservat. Va florir poc abans o de manera contemporània a Plini, que en un passatge afegeix al seu nom: qui de iis nuperrime scripsit (he escrit sobre ell fa molt poc).